# Papua-Nova Guiné nos Jogos Paralímpicos de Verão de 2008
Papua-Nova Guiné participou dos Jogos Paralímpicos de Verão de 2008, que foram realizados na cidade de Pequim, na China, entre os dias 6 e 17 de setembro de 2008. Francis Kompaon conquista a medalha de prata nos 100 m do atletismo.